# 2021年世界新体操選手権
2021年世界新体操選手権（2021ねんせかいしんたいそうせんしゅけん）は、2021年（令和3年）10月27日から10月31日まで福岡県北九州市小倉北区の西日本総合展示場で開催される第38回世界新体操選手権大会である。タイトルスポンサーはイオンが担当して大会正式名称はイオンpresents 世界新体操 福岡・北九州2021と決まった。FIGは2020年11月に代々木で開催された国際大会で北九州市の開催を決定した。
通常は世界新体操選手権はオリンピック開催年には開催されないが、2021年は本来2020年に開催される予定であった東京オリンピックが新型コロナウイルスの流行のため延期されて開催されたことにより、1996年大会以来25年ぶりにオリンピック開催年の開催となった。また、本大会終了直前の10月18日から10月24日には同じ北九州市の八幡東区にある北九州市立総合体育館で2021年世界体操競技選手権が開催され、世界体操競技選手権と世界新体操選手権が世界で初めて同時期に同一都市で開催されたことになる。
新型コロナウイルスの流行を受け、出場選手・大会関係者に対しては東京オリンピックと同様、外部との接触を防ぐバブル方式を運用する。東京オリンピックは無観客で開催されたが、本大会は国の「ワクチン・検査パッケージ」の技術実証の対象事業として、2週間前までにワクチン2回接種を完了したか、もしくは72時間以内にPCR検査の陰性証明を受けた人だけにチケットを販売し、収容率100%の有観客で開催された。

## 競技結果
| 種目                        | 金                                                                                              | 銀                                                                                              | 銅 |
| --------------------------- | ----------------------------------------------------------------------------------------------- | ----------------------------------------------------------------------------------------------- | --- |
| 団体総合                    | RGF Anastasiia Bliznyuk Polina Orlova Angelina Shkatova Alisa Tishchenko Maria Tolkacheva       | イタリア Martina Centofanti Agnese Duranti Alessia Maurelli Daniela Mogurean Martina Santandrea | ベラルーシ · Hanna Haidukevich · Anastasiya Malakanava · Anastasiya Rybakova · Arina Tsitsilina · Karyna Yarmolenka |
| 団体種目別 5ボール          | RGF Anastasia Bliznyuk Polina Orlova Angelina Shkatova Alisa Tishchenko Maria Tolkacheva        | イタリア Martina Centofanti Agnese Duranti Alessia Maurelli Daniela Mogurean Martina Santandrea | 日本 今岡里奈 稲木李菜子 松原梨恵 杉本早裕吏 鈴木歩佳                                                               |
| 団体種目別 3フープ+ 4クラブ | イタリア Martina Centofanti Agnese Duranti Alessia Maurelli Daniela Mogurean Martina Santandrea | RGF Anastasia Bliznyuk Polina Orlova Angelina Shkatova Alisa Tishchenko Maria Tolkacheva        | 日本 今岡里奈 稲木李菜子 松原梨恵 杉本早裕吏 鈴木歩佳                                                               |
| 個人総合                    | Dina Averina                                                                                    | Alina Harnasko                                                                                  | Arina Averina |
| 個人種目別 フープ           | ジーナ・アベリナ                                                                                | Alina Harnasko                                                                                  | Sofia Raffaeli |
| 個人種目別 ボール           | ジーナ・アベリナ                                                                                | アリーナ・アベリナ                                                                              | Alina Harnasko |
| 個人種目別 クラブ           | ジーナ・アベリナ                                                                                | アリーナ・アベリナ                                                                              | Anastasiia Salos |
| 個人種目別 リボン           | Alina Harnasko                                                                                  | ジーナ・アベリナ                                                                                | アリーナ・アベリナ                                                                                                  |

## エピソード
コロナ禍の中で「バブル方式」「ワクチン検査パッケージ」を採用した有観客の国際大会として、世界体操選手権とともに北九州市で開催されたが、宿泊施設と練習会場の行き来以外で行動が制限された状況に、出場選手に過度なストレスがかかっているとの訴えがあったため、会場である西日本総合展示場新館のあるJR小倉駅北口のコンベンションゾーン一帯にある練習エリアのミクニワールドスタジアム北九州、食事会場のあるあるCity等の地区内のビル間の移動については徒歩で移動できるようにした。
また北九州市は、4.2haの芝生広場や世界一の長さのブランコがあるグリーンパークなど、選手がリフレッシュできる環境も提供した。
「2021世界体操・新体操選手権北九州大会」は、東京五輪後、コロナ禍の中での本格的な世界大会としては初の有観客大会として開催され、日本選手はもとより、多くの海外参加者からも有観客で開催された同大会や関係者に対する感謝の言葉が多く寄せられたため、開催地である北九州市は、参加した各選手からの「ありがとう」のお礼のメッセージやサイン入りグッズを展示する、『ありがとう北九州』展を開催した。